# Citizen Cup 1992
Der Citizen Cup 1992 war die Regattaserie zur Ermittlung des US-amerikanischen Verteidigers (defender) im America’s Cup desselben Jahres. Zwei Verteidiger-Syndikate mit fünf Yachten der International America’s Cup Class nahmen an den Ausscheidungsregatten in vier Round-Robin-Runden (jeder gegen jeden) teil. Im Finale wurde der Verteidiger des America’s Cup gegen den Gewinner des Louis Vuitton Cup [Ausscheidungsregatten für die Herausforderer (challenger) des America’s Cup] ermittelt.

## Citizen Cup Wettbewerb 1992
Der Citizen Cup 1992 war gekennzeichnet vom  America3 Foundation Syndikat, das von dem US-amerikanischen Geschäftsmann Bill Koch angeführt wurde.

## Teilnehmende Yachten
| Segelnummer | Yacht           | Syndikat            | Yacht-Club           |
| ----------- | --------------- | ------------------- | -------------------- |
| USA-9       | Jayhawk         | America3 Foundation | San Diego Yacht Club |
| USA-18      | Defiant         | America3 Foundation | San Diego Yacht Club |
| USA-23      | America3        | America3 Foundation | San Diego Yacht Club |
| USA-28      | Kanza           | America3 Foundation | San Diego Yacht Club |
| USA-11      | Stars & Stripes | Team Dennis Conner  | San Diego Yacht Club |

## Round Robin 1
| Yacht           | Siege | Niederlagen | Punkte | Gesamtpunkte |
| --------------- | ----- | ----------- | ------ | ------------ |
| Defiant         | 6     | 0           | 6      | 6            |
| Stars & Stripes | 3     | 3           | 3      | 3            |
| Jayhawk         | 0     | 6           | 0      | 0            |

## Round Robin 2
| Yacht           | Siege | Niederlagen | Punkte | Gesamtpunkte |
| --------------- | ----- | ----------- | ------ | ------------ |
| America3        | 5     | 1           | 10     | 16           |
| Stars & Stripes | 2     | 4           | 4      | 7            |
| Defiant         | 2     | 4           | 4      | 4            |

## Round Robin 3
| Yacht           | Siege | Niederlagen | Punkte | Gesamtpunkte |
| --------------- | ----- | ----------- | ------ | ------------ |
| America3        | 8     | 1           | 32     | 48           |
| Stars & Stripes | 3     | 5           | 12     | 19           |
| Defiant         | 2     | 7           | 8      | 12           |

## Round Robin 4
| Yacht           | Siege | Niederlagen | Punkte | Gesamtpunkte |
| --------------- | ----- | ----------- | ------ | ------------ |
| Stars & Stripes | 5     | 4           | 5      | 6            |
| America3        | 5     | 3           | 5      | 5            |
| Kanza           | 3     | 5           | 3      | 5            |

## Finale
| Yacht           | Siege | Niederlagen | Punkte |
| --------------- | ----- | ----------- | ------ |
| America3        | 7     | 4           | 7      |
| Stars & Stripes | 4     | 7           | 4      |

America3 war Stars & Stripes deutlich überlegen und konnte den Citizen Cup gewinnen und verteidigte erfolgreich den 28. America’s Cup im Jahr 1992 gegen die italienische Il Moro di Venezia mit 4:1 Siegen.